# Otaces
Otaces là một chi bướm đêm thuộc họ Erebidae.